# Ducati 900SS Königswelle

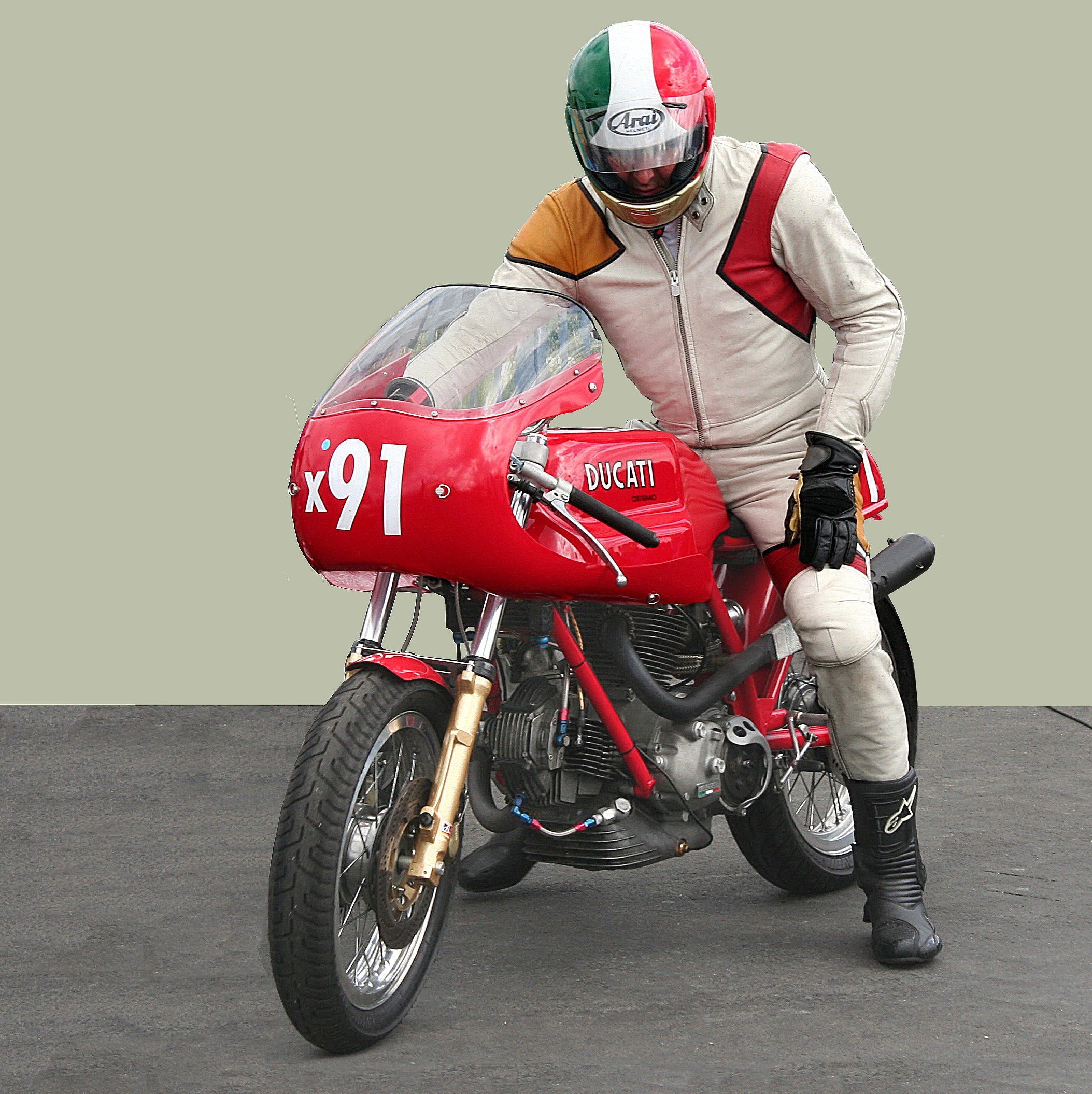
Ducati NCR 900

Die 900SS mit Königswelle war ein Modell des italienischen Motorradherstellers Ducati, das von 1975 bis 1982 gebaut wurde. Das „SS“ in der Modellbezeichnung steht für „Super Sport“.

## Technik
Die Basis für dieses Motorrad bilden die Ducati-Modelle 860GT/GTS und 750SS. Von der 860GT/GTS wurde das neue (eckige) Kurbelgehäuse und der Hubraum (863,9 cm³) übernommen. Von der 750SS kommt die Formgestaltung mit der typischen Halbverschalung und dem runden Sitzhöcker und die Desmo-Zylinderköpfe.
Vor allem der unten offene Doppelrohrrahmen, der von der 750GT und 750SS übernommen wurde, und die straffen Federbeine der Hinterradschwinge waren den japanischen Produkten überlegen. Das Gewicht betrug nur 194 kg. Die Ducati hat für eine sportliche Maschine einen langen Radstand (ca. 1,5 m) und dadurch ein für damalige Verhältnisse stabiles Fahrverhalten bei Hochgeschwindigkeiten. Im Vergleich zu jüngeren Sportmaschinen ist die Alltagstauglichkeit u. a. wegen des Kickstarters und des trägen Einlenkverhaltens eingeschränkt.

### Motor
Der luftgekühlte V2-Motor mit einem Zylinderwinkel von 90° läuft ruhig, ist allerdings wegen der vielen Zahnradtriebe  sehr laut, allein die Königswellen haben acht Kegelräder. Die Zylinder haben große Kühlrippen, das Gemisch bilden zwei 40-mm-Dell’Orto-Vergaser ohne Luftfilter, stattdessen halten Siebe vor den Einlasstrichtern groben Schmutz fern. Die Conti-Auspuffrohre sind kaum gedämpft. Die Leistung beträgt 54 kW (73 PS) an der Kurbelwelle bei 7000/min. Dank der desmodromischen Ventilsteuerung kann der Motor bis 8500/min drehen. Die Konstruktion der Zylinderköpfe geht zum Teil auf die 100 Gran Sport (Marianna) zurück. Dieses Modell hatte zwar noch keine Desmodromik, aber auch zwei Ventile mit einem 80°-Winkel. Außerdem haben die Zylinderköpfe der 900SS auch Haarnadelventilfedern. Das Getriebe hat fünf Gänge und es wurde anfangs über den rechten Fußhebel geschaltet. Für das Modelljahr 1977 stellte man auf die übliche Linksschaltung um. Die geteilt gebaute Kurbelwelle ist in vier Kugellagern gelagert, die Pleuel sind mit Nadellagern ausgerüstet.

## Modellgeschichte
Anfangs wollte Ducati die 900SS in einer limitierten Auflage wie die 750SS produzieren. Darum wurden auch die ersten 900SS in der Rennabteilung gebaut und mit dem GFK-Tank der 750SS ausgerüstet. Beim Umstieg auf Serienproduktion wurde schließlich ein Stahltank eingesetzt.
Das Motorrad wurde mit Erfolg bei Serienmaschinenrennen von Privatfahrern eingesetzt. Noch in den 1980er-Jahren waren die 900SS bei Battle-of-Twins-Rennen, einer Rennklasse für Zweizylindermotorräder, erfolgreich.
Durch die schlechte Schalldämpfung bekam Ducati immer mehr Probleme beim Verkauf der 900SS im Ausland. Deshalb wurden für die Verkäufe in einige Länder die Conti-Schalldämpfer durch relativ stark dämpfende, dadurch leistungsmindernde und schwere Silentium-Schalldämpfer ausgetauscht. Darüber hinaus erhielten solcherart bestückte Maschinen noch Dell'Orto-Vergaser mit nur 32 Millimeter Durchlass und eine Luftfilteranlage.
1982 verließen die letzten 900SS das Ducatiwerk in Borgo Panigale. Die 900SS wurde durch die weniger charaktervolle 900 S2 ersetzt, die beim Design weniger Anleihen an Rennmaschinen nahm und einen Elektrostarter hatte. Die meisten Teile wurden von der 900SS übernommen, der Motor gründlich überarbeitet. Die schwere Halbschale der Pantah ersetzte das leichtere Vorgängermodell. Die 900 S2 wurde nur noch mit den Silentium-Schalldämpfern und schweren Luftfilterkästen ausgeliefert. Für den Elektrostarter kam eine größere Batterie zum Einbau. Um Platz für die neue Batterie zu schaffen, wurden zum Teil Rahmenrohre mit geringerem Durchmesser verwendet. Im Rahmendreieck wurde auf jeder Seite nur noch ein halbiertes Rohr verwendet. All diese Änderungen führten zu einer Verringerung der Fahrwerksstabilität.

## Tourist Trophy 1978
Am 3. Juni 1978 errang Mike Hailwood nach einer elfjährigen Pause vom Motorradrennsport auf einer von dem italienischen Motorradtuner NCR speziell vorbereiteten 900 SS überraschend den Sieg bei der Isle of Man TT in der Kategorie TT-F1. Vor allem wegen des besseren Handlings seiner Maschine konnte er die leistungsstärkeren japanischen Serien-Specials besiegen.
Aus Freude über diesen relativ unerwarteten Sieg und zur Erinnerung daran wurde in einer Kleinserie ein Sondermodell herausgebracht: die Ducati MHR (ein Akronym für Mike Hailwood Replica).

## Galerie

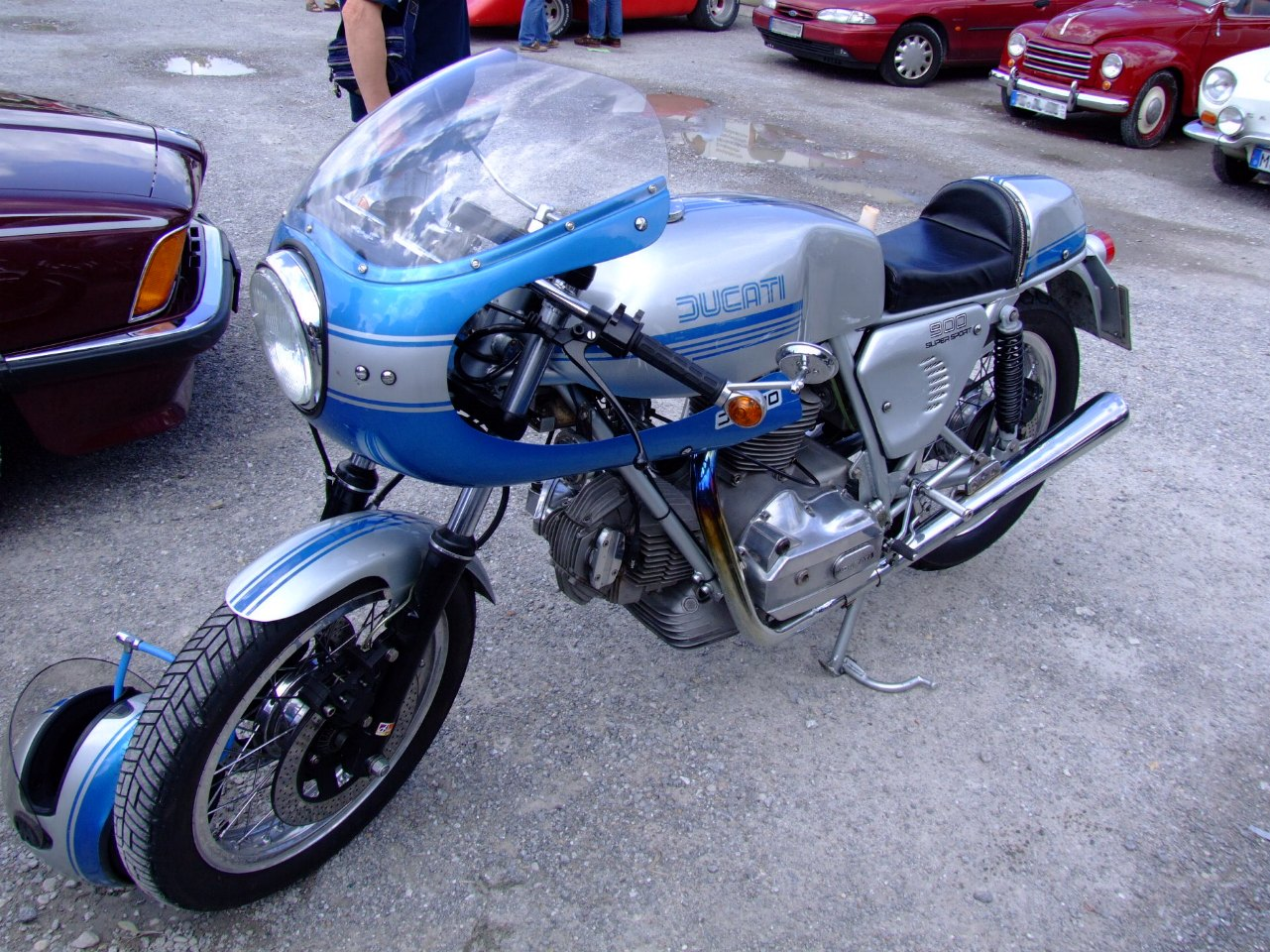
Die Straßenversion der Ducati 900 Supersport
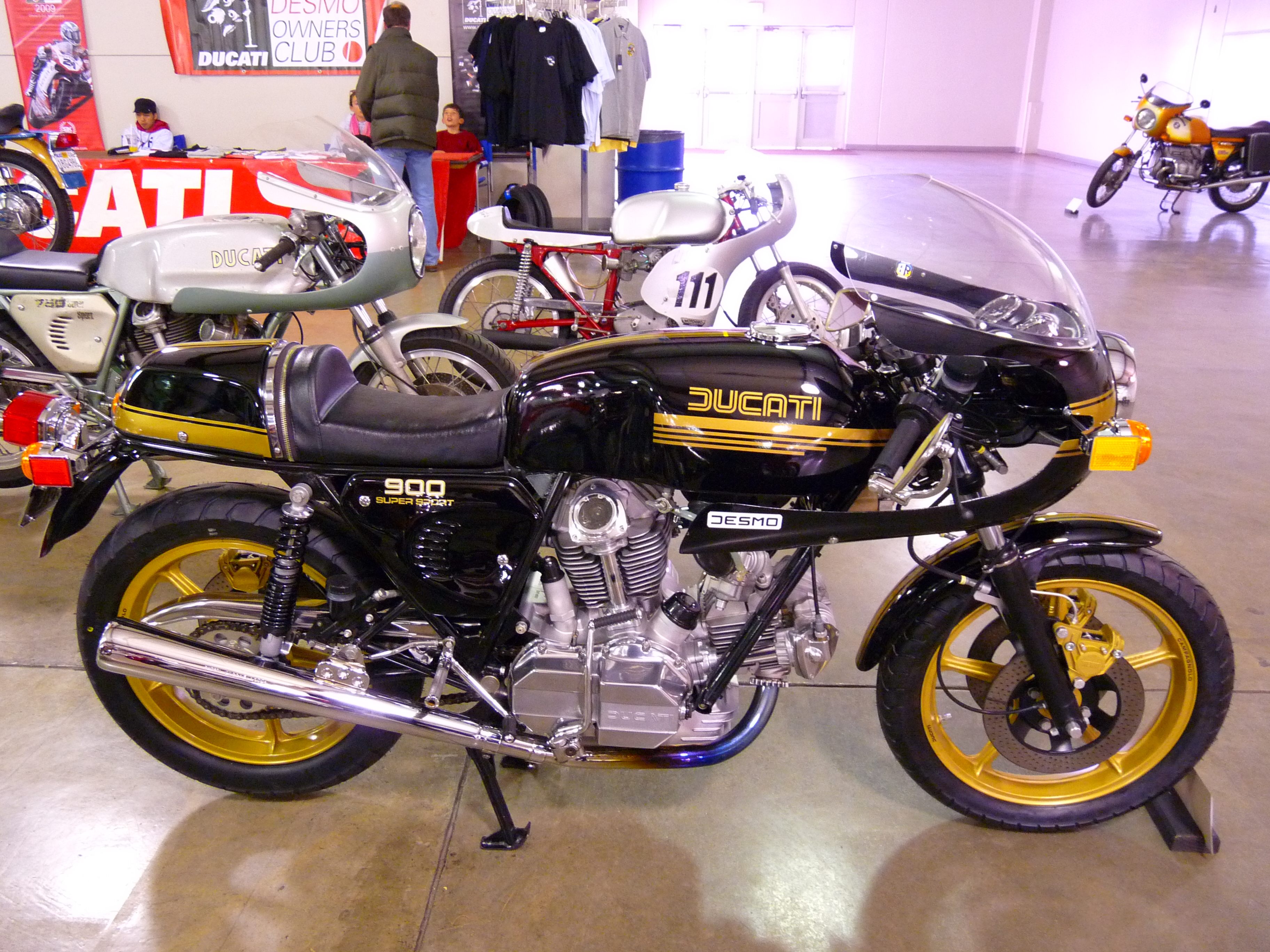
In der schwarz/goldenen Lackierung wurde das Bike oft als „JPS-DUC“ (nach John Player Special) bezeichnet
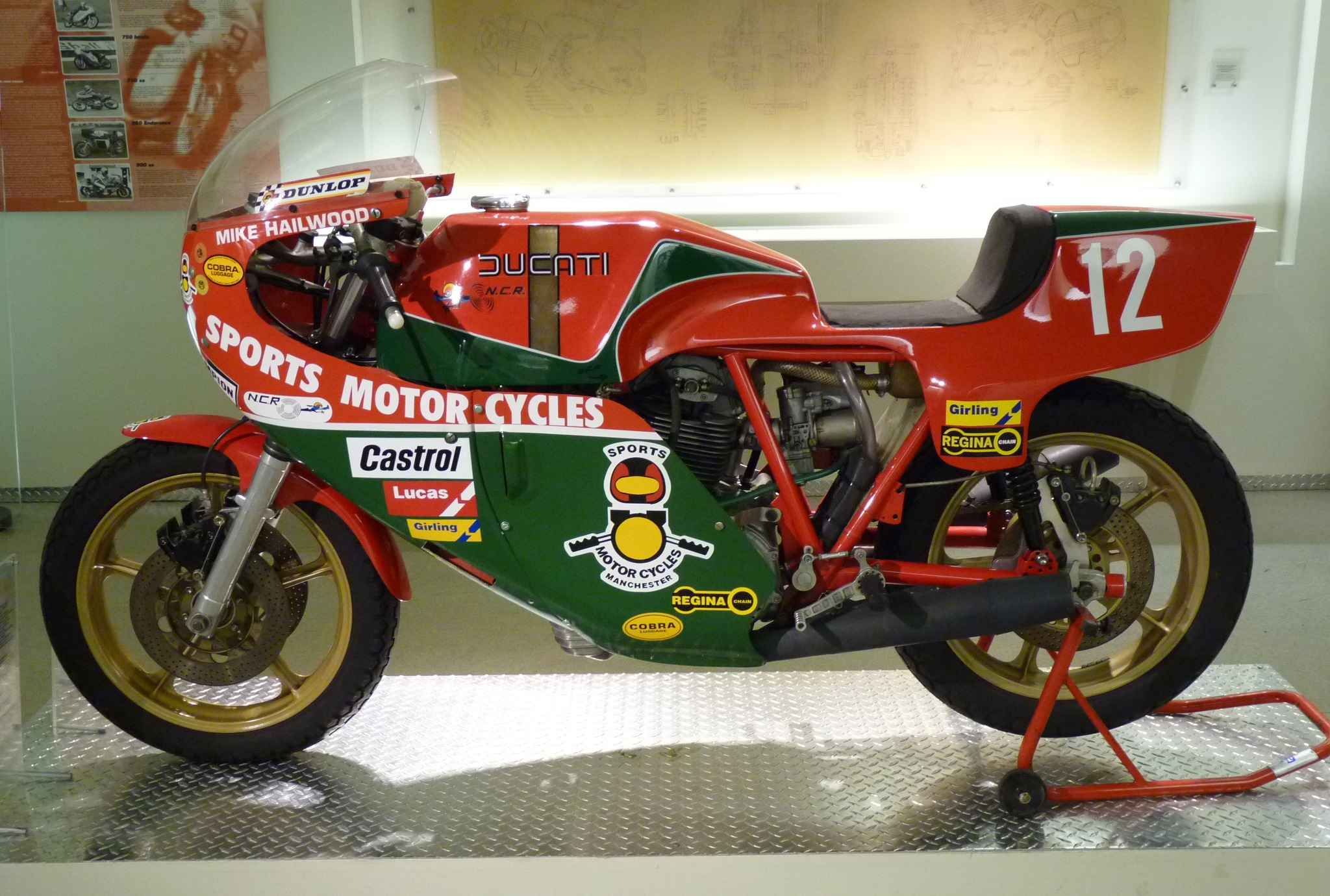
Originalgetreue Nachbildung der 900 SS von Mike Hailwood, die bei seinem Sieg bei der TT 1978 verwendet wurde. Bologna, Ducati-Museum.
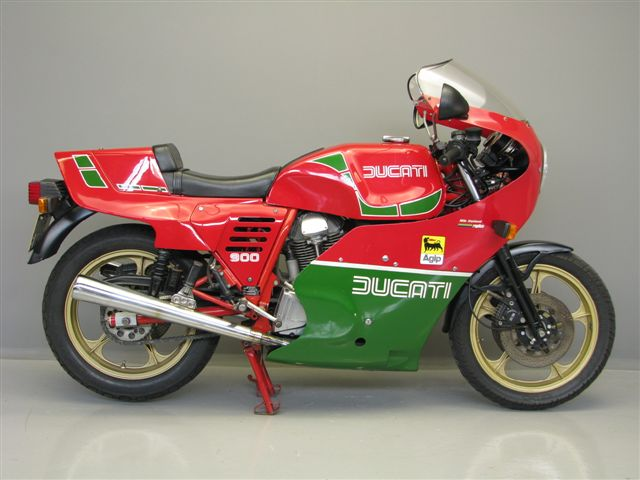
Die straßenzugelassene Version der Ducati MHR